# A Night at the Opera (album)
A Night at the Opera je album rock skupine Queen, izdan leta 1975.
V ZDA je na lestvicah obvisel na četrtem mestu in doživel trojno platinasto naklado (prodanih je bilo več kot 3 milijone izvodov). Leta 2003 je po oceni revije Rolling Stone pristal na 230. mestu seznama petstotih najboljših albumov vseh časov. Televizija Channel 4 ga je označila za 13. najboljši album vseh časov.
21. novembra 2005, ob 30. obletnici izida albuma in prvega singla z albuma, »Bohemian Rhapsody«, je bil ponovno izdan na DVD-ju, na katerem so bili posneti tudi komentarji vseh štirih članov skupine.
Naslov tega in naslednjega albuma (A Day at the Races, 1976) so si sposodili iz filmov bratov Marx.

## Seznam skladb
| Stran 1 | Stran 1                                                 | Stran 1 |
| Št.     | Naslov                                                  | Dolžina |
| ------- | ------------------------------------------------------- | ------- |
| 1.      | „Death on Two Legs (Dedicated to...)‟ (Freddie Mercury) | 3:43    |
| 2.      | „Lazing on a Sunday Afternoon‟ (Mercury)                | 1:08    |
| 3.      | „I'm in Love with My Car‟ (Roger Meddows Taylor)        | 3:05    |
| 4.      | „You're My Best Friend‟ (John Deacon)                   | 2:50    |
| 5.      | „'39‟ (Brian May)                                       | 3:30    |
| 6.      | „Sweet Lady‟ (May)                                      | 4:01    |
| 7.      | „Seaside Rendezvous‟ (Mercury)                          | 2:13    |

| Stran 2 | Stran 2                                        | Stran 2 |
| Št.     | Naslov                                         | Dolžina |
| ------- | ---------------------------------------------- | ------- |
| 1.      | „The Prophet's Song‟ (May)                     | 8:21    |
| 2.      | „Love of My Life‟ (Mercury)                    | 3:38    |
| 3.      | „Good Company‟ (May)                           | 3:26    |
| 4.      | „Bohemian Rhapsody‟ (Mercury)                  | 5:57    |
| 5.      | „God Save the Queen‟ (tradicionalna, arr. May) | 1:11    |

| 1991 Hollywood Records dodane skladbe (ponovna izdaja v ZDA) | 1991 Hollywood Records dodane skladbe (ponovna izdaja v ZDA) | 1991 Hollywood Records dodane skladbe (ponovna izdaja v ZDA) |
| Št.                                                          | Naslov                                                       | Dolžina                                                      |
| ------------------------------------------------------------ | ------------------------------------------------------------ | ------------------------------------------------------------ |
| 13.                                                          | „I'm in Love with My Car‟ (1991 dodan remix Mikea Shipleya)  | 3:28                                                         |
| 14.                                                          | „You're My Best Friend‟ (1991 dodan remix Matta Wallacea)    | 2:52                                                         |

## Pesmi
- »Love of My Life« je ena izmed največkrat prirejenih Freddiejevih pesmi (priredbe skupin Extreme, Scorpions in pevke Elaine Paige). Mercury je igral klavir in zapel vse vokale. Brian je igral harfo (posneti so bili posamezni akordi, ki so bili kasneje združeni v celoto, da ustvari ušesu znan harfastični efekt), akustično kitaro Gibson Hummingbird, kupljeno na Japonskem in svojo običajno Red Special.
- »Bohemian Rhapsody« je daleč najbolj znana pesem skupine Queen oz. avtorja Mercuryja, ki je pesem, vključno s kitaro, bas kitaro, bobni in vokali sprva napisal na očetov telefonski imenik (pisal je le imena not, ne not). Zaznamovana je z odličnimi nezamenljivimi vokali, pogosto jo zaradi tega imenujejo tudi »mini opera«, to pa je tudi glavni razlog, da je na koncertih niso mogli v celoti zaigrati v živo.

## Zasedba
- Freddie Mercury — vokal (1, 2, 4, 6-9, 11), klavir (1-3, 7, 9, 11), stranski vokal (1-9, 11)
- Brian May — akustična kitara (5, 8, 9), električna kitara (vse razen 7), koto (8), ukelele (10), harfa (9), vokal (5, 10), stranski vokal (1, 3-6, 8, 10, 11)
- Roger Taylor — bobni (1-4, 6-8, 10-12), percussion (2, 5, 7, 9, 11, 12), vokal (3), električna kitara (3), stranski vokal (1, 3-8, 11)
- John Deacon — bas kitara (1-4, 6-11), kontrabas (1, 5), električni klavir (4)

## Lestvice
Album A Night at the Opera
| Mesto na lestvici | Države                                              |
| ----------------- | --------------------------------------------------- |
| 1                 | Avstralija; Finska; Nizozemska; Združeno kraljestvo |
| 2                 | Španija                                             |
| 4                 | Norveška; ZDA (Billboard Pop Albums)                |
| 9                 | Avstrija; Japonska                                  |

Singl »Bohemian Rhapsody«
| Mesto na lestvici | Države                                                                                                 |
| ----------------- | --- |
| 1975/76:          | |
| 1                 | Avstralija; Belgija; Kanada; Irska Nizozemska; Nova Zelandija; Španija; Združeno kraljestvo (9 tednov) |
| 2                 | Južnoafriška republika                                                                                 |
| 4                 | Norway Švica                                                                                           |
| 7                 | Nemčija                                                                                                |
| 9                 | ZDA (Billboard Pop Singles)                                                                            |
| 1991/92:          | |
| 1                 | Irska; Združeno kraljestvo (5 tednov)                                                                  |
| 2                 | Nizozemska                                                                                             |
| 5                 | Avstralija                                                                                             |
| 8                 | Avstrija                                                                                               |
| 1992:             | |
| 2                 | ZDA (Billboard Pop Singles)                                                                            |
| 18                | Kanada                                                                                                 |

Singl "You're My Best Friend"
| Mesto na lestvici | Države                      |
| ----------------- | --------------------------- |
| 2                 | Kanada                      |
| 3                 | Irska                       |
| 7                 | Združeno kraljestvo         |
| 16                | ZDA (Billboard Pop Singles) |